# Breve historia del planeta verde
Breve historia del planeta verde é um filme de dramático de aventura e fantasia de 2019 dirigido e escrito por Santiago Loza. A produção da Argentina e Brasil foi lançada no Festival Internacional de Cinema de Berlim e venceu o Teddy Award de melhor filme.
No Brasil, será lançado nos cinemas pela Embaúba Filmes em 1 de dezembro de 2022.